# Evangelische Kirche Dissen

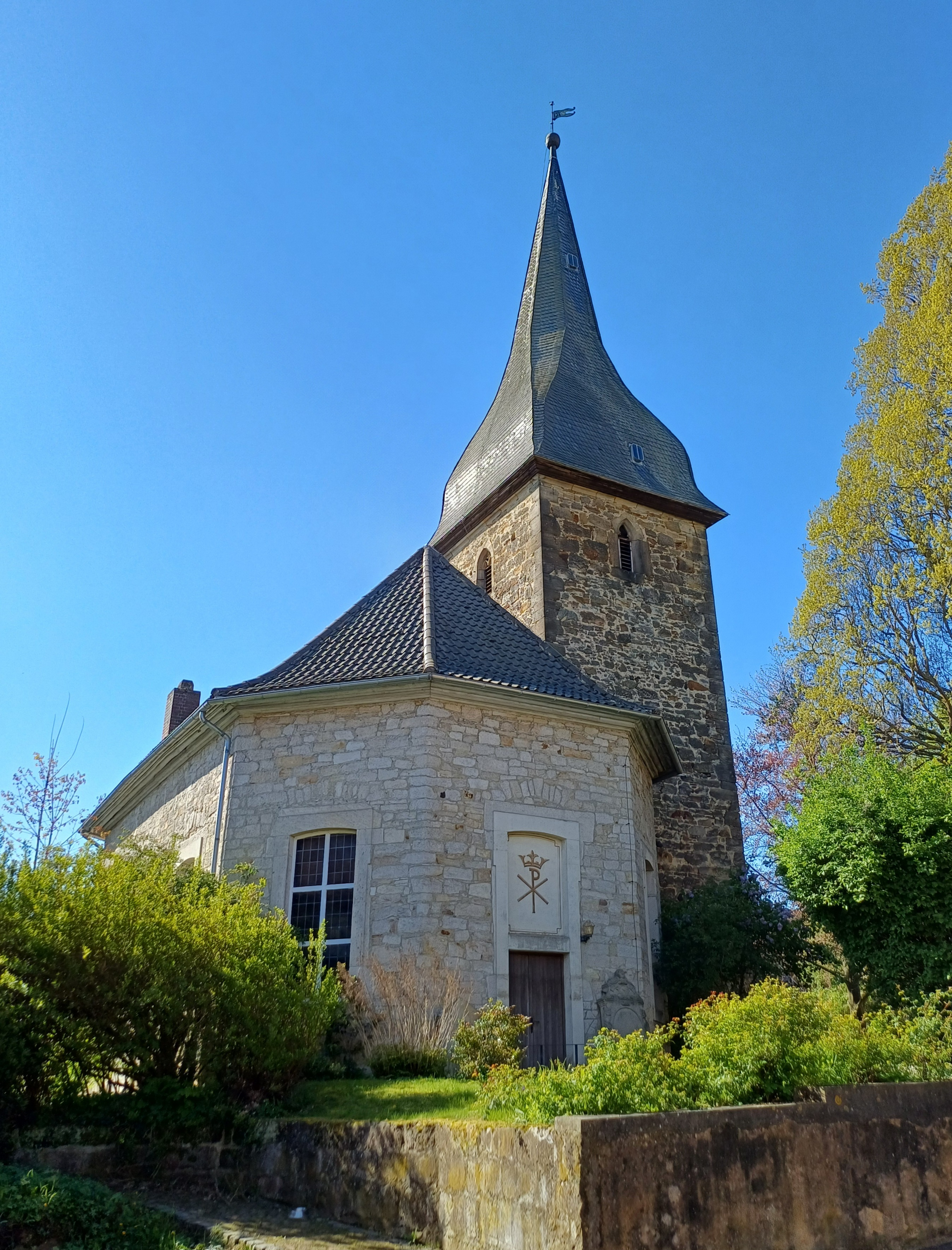
Evangelische Kirche Dissen

Die Evangelische Kirche Dissen ist ein denkmalgeschütztes Kirchengebäude in Dissen, einem Stadtteil von Gudensberg im Schwalm-Eder-Kreis (Hessen).
Eine Vorgängerkirche bestand wohl seit dem 12. Jahrhundert. Ein aus Sandstein gehauener Christuskopf, der Ende der 1960er Jahre im Außenmauerwerk bei Restaurierungen gefunden wurde, deutet darauf hin. Vermutlich hat er in der Vorgängerkirche als Schlussstein gedient. Der Westturm wurde im 15. Jahrhundert errichtet. Der gebauchte Spitzhelm wurde 1740 aufgesetzt. Das Schiff, ein außen achteckiger und innen ovaler Querbau wurde 1739 gebaut. Die Emporen und die die Kanzel hinter dem Altar stammen aus der Bauzeit. Die Orgel wurde in der ersten Hälfte des 19. Jahrhunderts eingebaut.